# Hebron

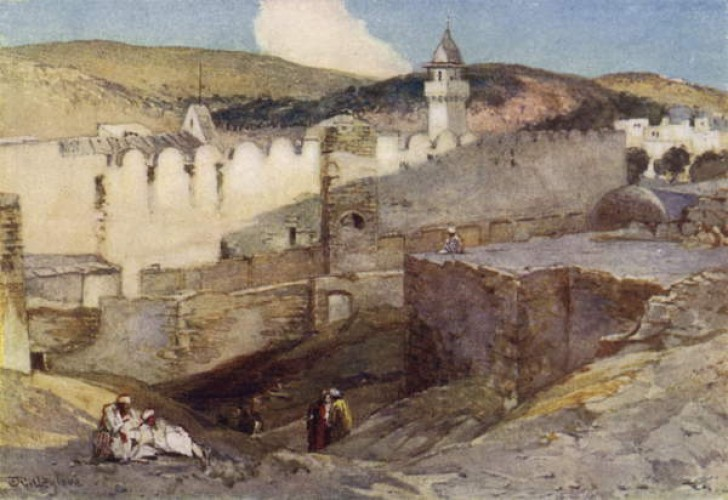
John Fulleylove: Die Moschee in Hebron und die Machpela-Höhle, um 1900

Hebron (aus hebräisch חֶבְרוֹן Chevrōn über lateinisch Hebron; arabisch الخليل al-Chalīl, DMG al-Ḫalīl) ist eine Stadt im Westjordanland mit rund 202.000 Einwohnern (2014). Die Stadt liegt 30 Kilometer südlich von Jerusalem in 930 m Höhe. Sie ist Hauptstadt des Gouvernements Hebron und Sitz der Universität Hebron und einer Polytechnischen Hochschule. Hebron ist eine der vier Heiligen Städte im Judentum, zusammen mit Jerusalem, Tiberias und Safed. Im Islam ist sie ebenfalls eine der vier Heiligen Städte, nach Mekka, Medina und Jerusalem.

## Name
Sowohl der arabische als auch der hebräische Name leiten sich vom jeweiligen Wort für „Freund“ (خليل bzw. חבר) ab. Dies bezieht sich auf den biblischen Stammvater Abraham, der für religiöse Juden und religiöse Muslime als „Freund Gottes“ gilt.

## Geschichte

### Antike
Hebron ist eine der ältesten ununterbrochen bewohnten Städte der Welt. Zur Zeit der Kanaaniter war es eine Königsstadt und wurde von den Enakitern bewohnt. Die Stadt war zeitweise unter dem Namen „Stadt Arba“ bekannt (Jos 14,15 ). Archäologische Funde deuten darauf hin, dass Hebron im 3. Jahrtausend v. Chr. gegründet wurde. Die Stadt wird in der biblischen Erzählung an zahlreichen Stellen erwähnt und den Nachkommen Judas (Jos 21,11 ) und Kaleb als Erbteil übergeben (Jos 21,12 ).
Die in der Nähe des ursprünglichen Ortes gelegene Höhle Machpela (hebräisch מערת המכפלה Me'arat HaMachpela, deutsch ‚Höhle der Doppelgräber‘, arabisch الحرم الإبراهيمي, DMG al-ḥaram al-ibrāhīmī ‚das Grab Abrahams‘), Höhle der Patriarchen oder Erzvätergrab genannt, heute ein prominenter Gebäudekomplex mitten in der Stadt, gilt nach der biblischen Überlieferung (Gen 23,19 ) als der Ort, an dem Abraham, Sara, Isaak, Rebekka, Jakob und Lea begraben sind. Diese Höhle gilt für den Islam und das Judentum als heilig, so dass Hebron für beide Religionen sehr bedeutend ist. Der israelitische König David soll 1011 v. Chr. in Hebron zum König gesalbt worden sein und dort regiert haben, bis er 1004 v. Chr. Jerusalem erobert und die Hauptstadt dorthin verlegt haben soll. Der byzantinische Kaiser Justinian I. ließ im 6. Jahrhundert eine Kirche über die Machpelahöhle bauen, die später von den Sassaniden zerstört wurde.

### Mittelalter und Neuzeit
In die Kämpfe zwischen Byzantinern und den Sasaniden, mischten sich ab dem 7. Jahrhundert die ersten Muslime (Islamischen Expansion). 638 übernahmen sie nach längerer Belagerung kampflos die Kontrolle über Jerusalem und Hebron. Der zweite Kalif, ʿUmar ibn al-Chattāb, sicherte den Juden und Christen die Ausübung ihrer Religion sowie den Schutz ihrer Gotteshäuser und Eigentum zu. Die islamische Herrschaft endete als die Kreuzfahrer unter Gottfried von Bouillon 1100 Hebron einnahmen. Hebron wurde als eigenständige Herrschaft ins Königreich Jerusalem eingegliedert. Die Kreuzfahrer richteten auf dem Machpela-Gelände ein Augustinerkloster ein und errichteten um 1120 im südlichen Teil des Komplexes eine Kirche St. Abraham, die zur Kathedrale des wiedererrichteten Bistums Hebron erhoben wurde. Nach ihr nannten sie die Stadt auch St. Abraham. Der Ayyubidensultan Saladin eroberte Hebron nach seinem Sieg bei Hattin 1187 zurück.
Nach der Vertreibung der Juden aus Spanien durch die Katholischen Könige 1492 gab es in Hebron eine Sefarden-Gemeinde mit Hunderten von Mitgliedern. Die Mamluken regierten die Stadt, bis sie 1516 unter die Herrschaft des Osmanischen Reiches kam. Sowohl nach 638 als auch nach 1260, als die Mamluken die Stadt wieder unter ihrer Kontrolle hatten, durften Juden sich niederlassen und auch religiöse Praktiken ausleben. Doch erst unter osmanischer Herrschaft ab 1516 bestand eine rechtliche Ordnung, die den Juden eine sichere Ansiedlung und ein langsames, aber kontinuierliches demografisches Wachstum erlaubte. 1831 bis 1840 übernahm der ägyptische Feldherr Ibrahim Pascha Hebron.

### Britisches Mandat
1917, im Verlauf des Ersten Weltkriegs an der Palästinafront, wurde Hebron britisch besetzt und anschließend Teil des Mandatsgebiets Palästina. Der Subdistrikt Hebron war wechselnden Distrikten im Mandatsgebiet zugeordnet. In den 1920er Jahren gründete der in Hebron geborene und beim Rabbiner Chaim Hezekiah Medini und danach am Lehrerseminar des Hilfsvereins (Ezra) in Jerusalem ausgebildete Schriftsteller Jitzchak Schami, ein jüdischer Vertreter der arabischen Nahda, mit einigen Gleichgesinnten eine Vereinigung für arabisch-jüdische Freundschaft, um die Spannungen zwischen den beiden Gemeinschaften abzubauen. Später lebte er in Haifa.

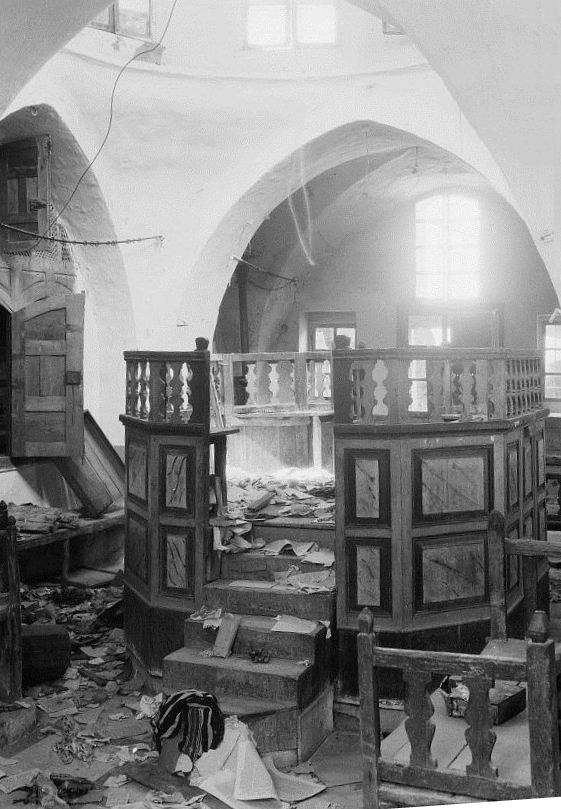
Im Massaker von Hebron von Arabern verwüstete Bima der Synagoge, 1929

1929 kam es zu einem Massaker in Hebron, bei dem 67 Juden von Arabern getötet und zahlreiche verletzt wurden. Der Großteil der jüdischen Gemeinde, etwa 435 Menschen, überlebte jedoch durch die Hilfe von arabischen Nachbarn. Diese versteckten Dutzende jüdischer Familien in ihren Häusern und retteten sie so vor dem sicheren Tod. Ein Teil der jüdischen Gemeinde floh nach Jerusalem, einige kehrten jedoch 1931 wieder in die Stadt zurück. 1931 zählte der Subdistrikt Hebron 48.546 Einwohner. Während des arabischen Aufstands wurden die verbleibenden Juden am 23. April 1936 von den Briten evakuiert. In diesem Krieg erlangten die Rebellen im August 1938 kurzzeitig die Kontrolle über Hebron. Im ersten arabisch-israelischen Krieg 1948 eroberte Transjordanien das Westjordanland und annektierte es 1950. Die Zerstörung des 1290 errichteten jüdischen Friedhofs in Hebron, in dem zahlreiche berühmte Rabbiner begraben sind, erfolgte in den Jahren 1948 bis 1967. Vom jüdischen Friedhof waren 4000 Grabsteine vollständig entfernt worden.

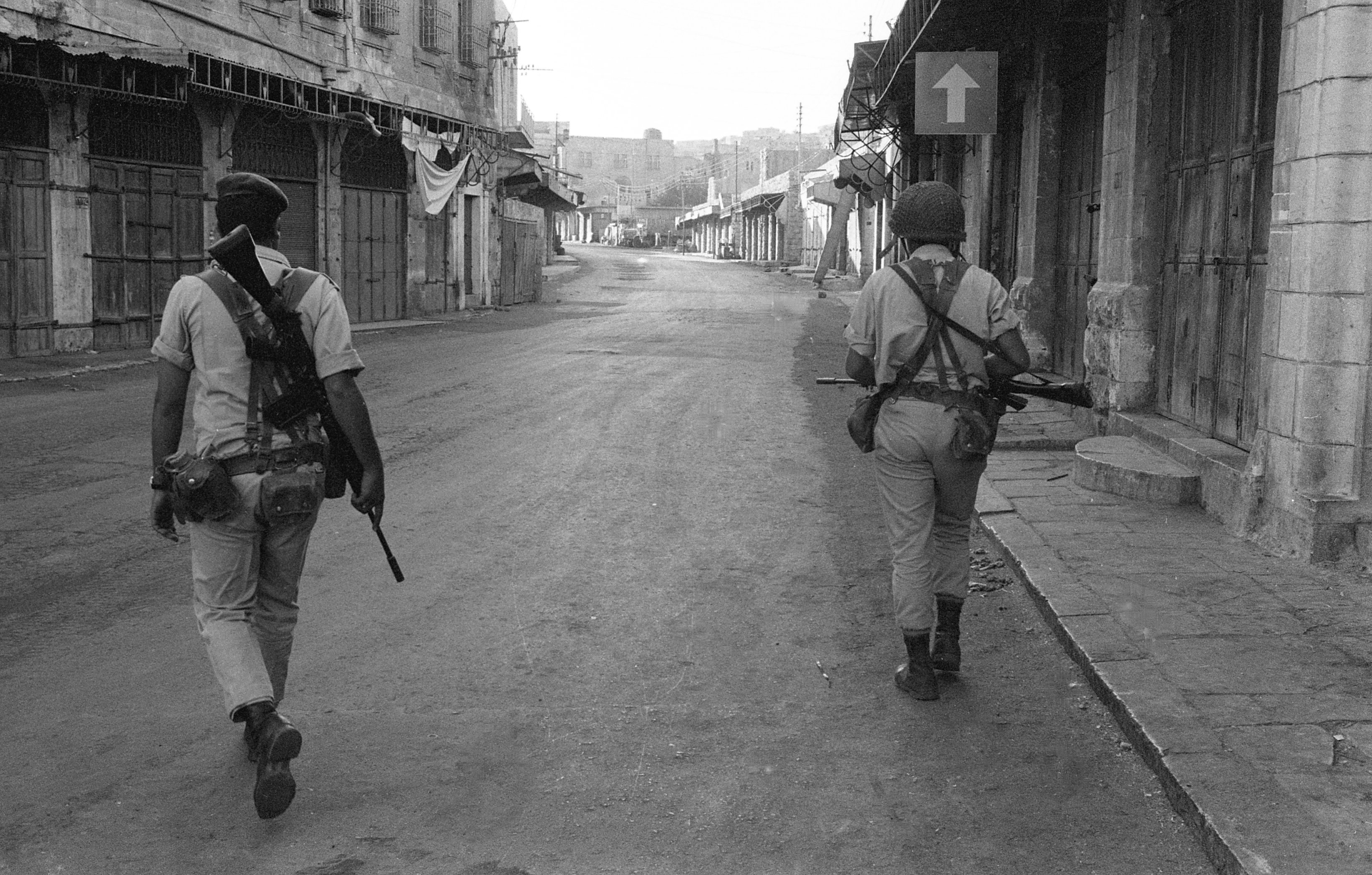
Israelische Soldaten überwachen die Einhaltung einer Ausgangssperre, Aufnahme von Yacob Elbaz, 1969

### Sechstagekrieg und Besatzung
Im Sechstagekrieg 1967 wurde das Gebiet von Israel erobert und militärisch besetzt. Dem rational denkenden Mosche Dajan schwebte die einvernehmliche gemeinsame Nutzung der Stätten nach dem Status quo vor. Als aber der radikale Rabbiner Mosche Levinger, ein späterer Mitbegründer von Gusch Emunim, und 79 weitere jüdische Israelis sich 1968 ohne Genehmigung der israelischen Regierung in einem Hotel in Hebron niederließen, suchten sie nicht den Kompromiss. Nach Verhandlungen mit der israelischen Regierung wurde ihnen die Ansiedlung in der ab 1977 gebauten israelischen Siedlung Kirjat Arba östlich von Hebron gestattet. 500 Siedler setzten sich ab 1979 in der Innenstadt fest. Eine Frau hatte eine Totgeburt, Menachem Begin erlaubte ihr, diese in der Altstadt zu beerdigen, seitdem bestand ein Militärposten zum Schutz des Friedhofs. Die Siedler nahmen die Altstadthäuser Beit Romano und Beit Hadassa in Besitz. Dies mit dem Argument, dass diese unter dem britischen Mandat bis 1929 von Juden bewohnt waren.
1977 kam in Israel der rechtsgerichtete Likud an die Macht, was den Siedlern neuen Auftrieb gab. Im November 1977 nahm der eng mit Jordanien verbundene ehemalige Bürgermeister Mohammed Ali al-Dschabari als Mitglied der israelischen Empfangsdelegation in Lod am Besuch des friedensbereiten ägyptischen Staatschefs Anwar as-Sadat teil. Die meisten Palästinenser reagierten negativ auf den Besuch des Ägypters, dessen Außenpolitik sie als einen Verrat an ihrer Sache auffassten. Am Abend des 2. Mai 1980 attackierten radikale Palästinenser eine Gruppe von Juden, die gerade vom Gebet am Sabbat heimkehrten. Die Männer wurden mit Granaten von den Dächern angegriffen, dabei starben sechs von ihnen, und 16 weitere wurden verletzt. Einer der Angreifer, Tayseer Anu Sneineh, wurde 2017 zum Bürgermeister der Stadt gewählt.
Am 25. Februar 1994 ermordete der Siedler Baruch Goldstein, der in der Siedlung Kirjat Arba lebte, mit einem Sturmgewehr 29 betende Muslime in der Abraham-Moschee, hunderte wurden verletzt. Die israelische Regierung und die Mehrzahl der Israelis verurteilten seine Tat, bei einer Minderheit wurde und wird er hingegen dafür verehrt. Dennoch weigerte sich Jitzchak Rabin die Siedler zu evakuieren. Drei Armeebataillone wurden stationiert. Bis Januar 2019 bestand die nach dem Massaker gegründete TIPH-Beobachtergruppe.

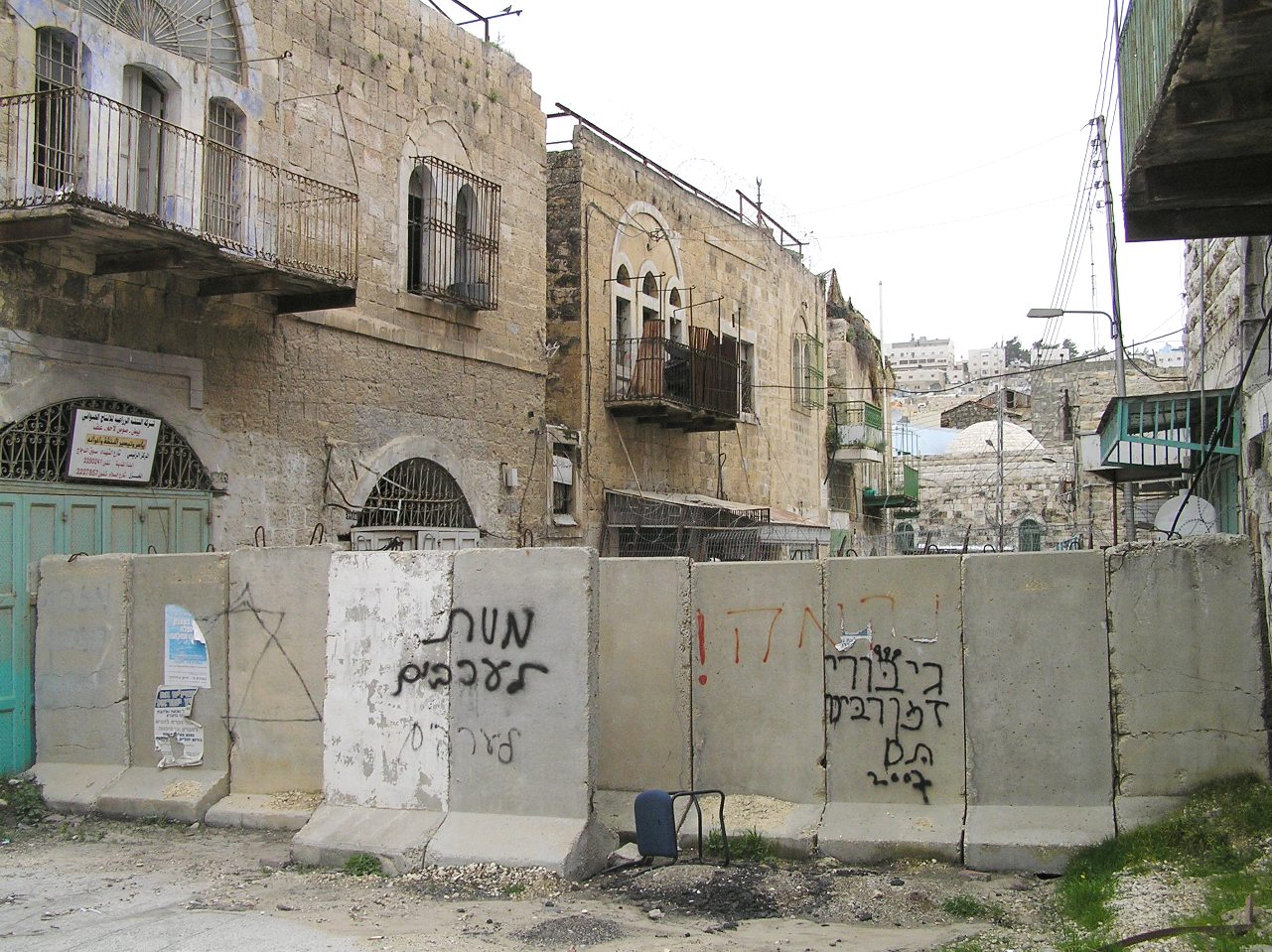
Betonwand in der Altstadt, die Hebron in eine Zone H1 und eine Zone H2 teilt. Auf der Mauer ist die hebräische Aufschrift „מוות לערבים“ (Tod den Arabern) zu lesen.

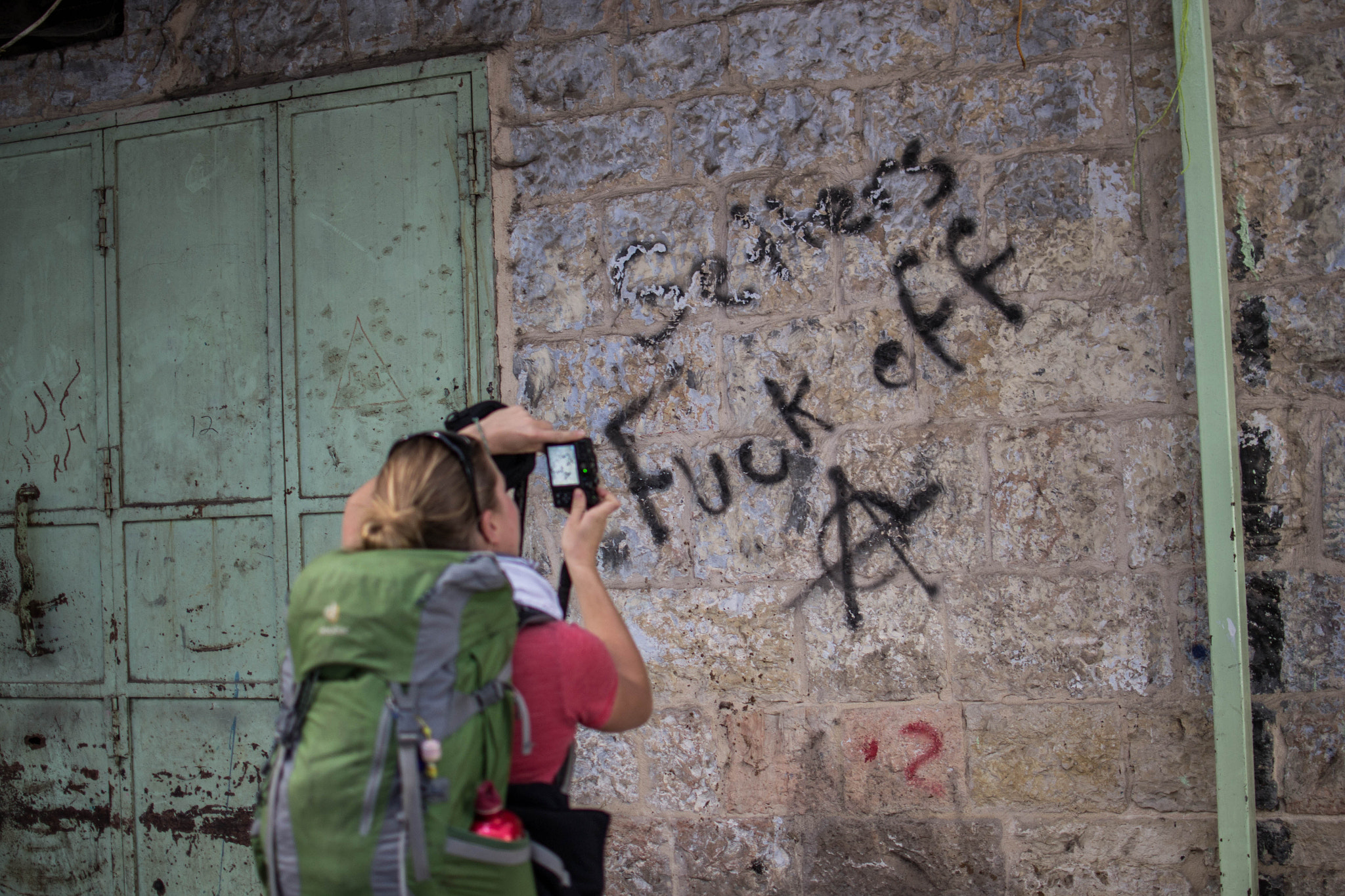
Eine Touristin fotografiert die Aufschrift „Setlers Fuck off“ (Siedler haut ab), 2015

1996 verweigerte sich Benjamin Netanjahu israelischen Forderungen, die Siedler zu evakuieren. Im Hebron-Abkommen Anfang 1997 einigten sich Israel und die Palästinensische Autonomiebehörde auf eine verwaltungstechnische Teilung der Stadt in die Zone H1 (palästinensisch kontrolliert, mit drei Vierteln der Bevölkerung) und die Zone H2 (Altstadt; israelisch kontrolliert mit 34.000 Palästinensern und 700 Siedlern). Die der palästinensischen Verwaltung zugesprochene Polizeiautonomie in H1 wurde mit Ausbruch der Zweiten Intifada im Jahr 2000 bereits wieder aufgehoben. Es gab in H2 in den ersten drei Jahren der Zweiten Intifada Ausgangssperren von insgesamt 377 Tagen. 2002 kam es auch in Hebron zu Ausschreitungen zwischen Palästinensern und der israelischen Armee. 2005 wurden permanente Überwachungstürme in H1 errichtet sowie Mauern, Zäune und mehr als 100 Straßensperren.

Nach einem Bericht der beiden israelischen Menschenrechtsorganisationen ACRI (Association for Civil Rights in Israel) und B’Tselem mussten Palästinenser aufgrund der Präsenz von israelischen Zivilisten, Soldaten und Polizisten 1014 Wohnungen räumen und mindestens 1829 Geschäfte und Betriebe im Stadtzentrum aufgeben; mindestens 440 davon wurden auf Befehl der Armee geschlossen. Die Zwangschliessungen entsprechen 76 % aller Geschäfte, weitere Geschäfte gingen mangels Kundschaft konkurs. Die geräumten Wohnungen entsprechen 42 % des Wohnbestands der Altstadt. Hebron hat kein Stadtzentrum mehr. Tag-Graffiti überdecken die Mauern. Da die Siedler Steine und Stuhlgang werfen, müssen die Bewohner sich durch alle Arten von Gittern schützen. Siedlervereinigungen beschallen die Bewohner aus Fahrzeugen mit Lautsprecherdurchsagen. In Anspielung auf Breaking the Silence (hebr. Schovrim Schtika) verteilen sie Broschüren mit dem Titel Breaking the Lies an Touristen, um sie zu beeinflussen. Die Aktivisten von Schovrim Schtika kehren an ihren alten Dienstort Hebron zurück und klären über die Besatzung auf.

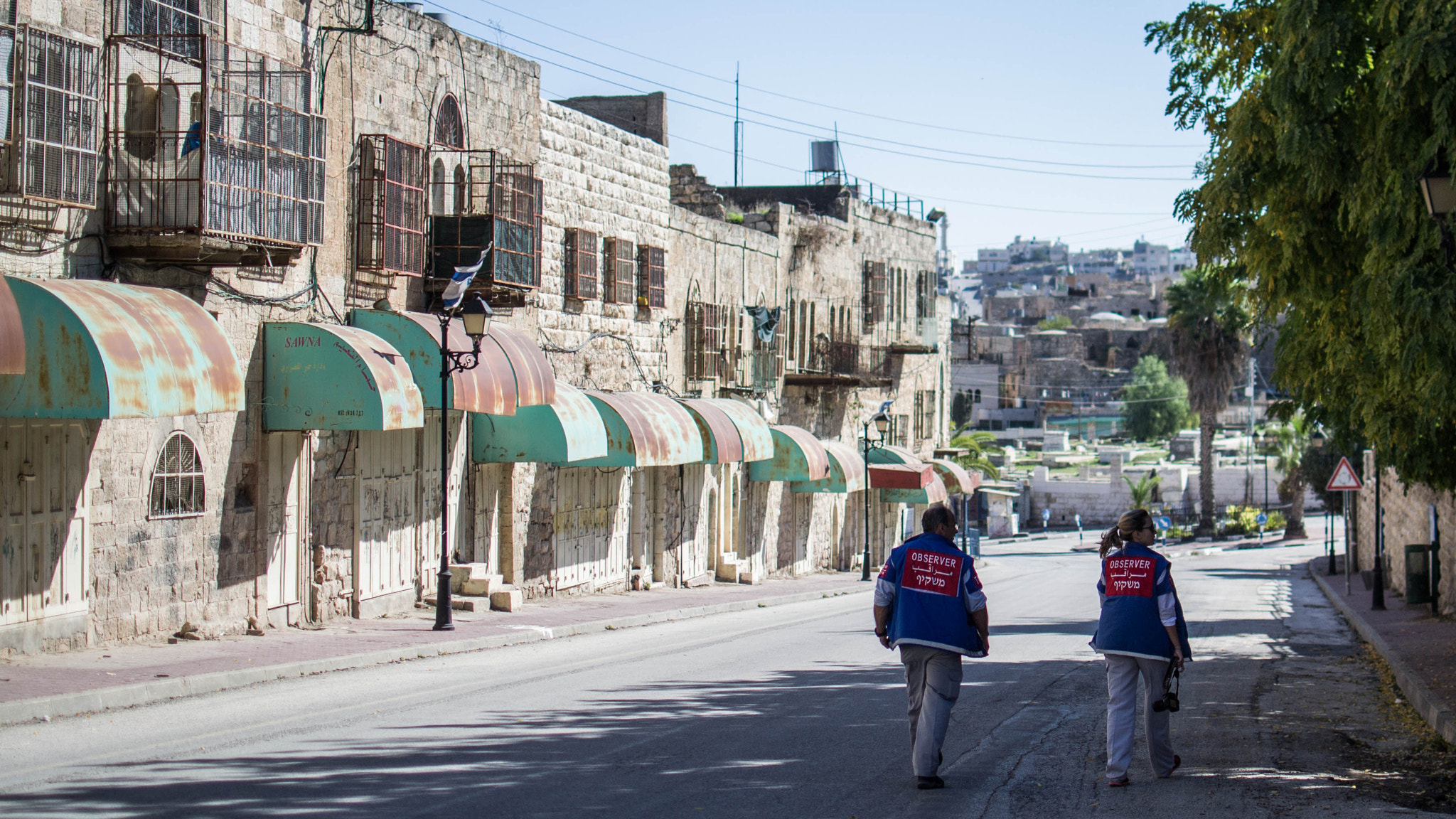
Geschlossene Ladenlokale in Hebron, im Vordergrund zwei Mitglieder einer Beobachtermission im Jahr 2015

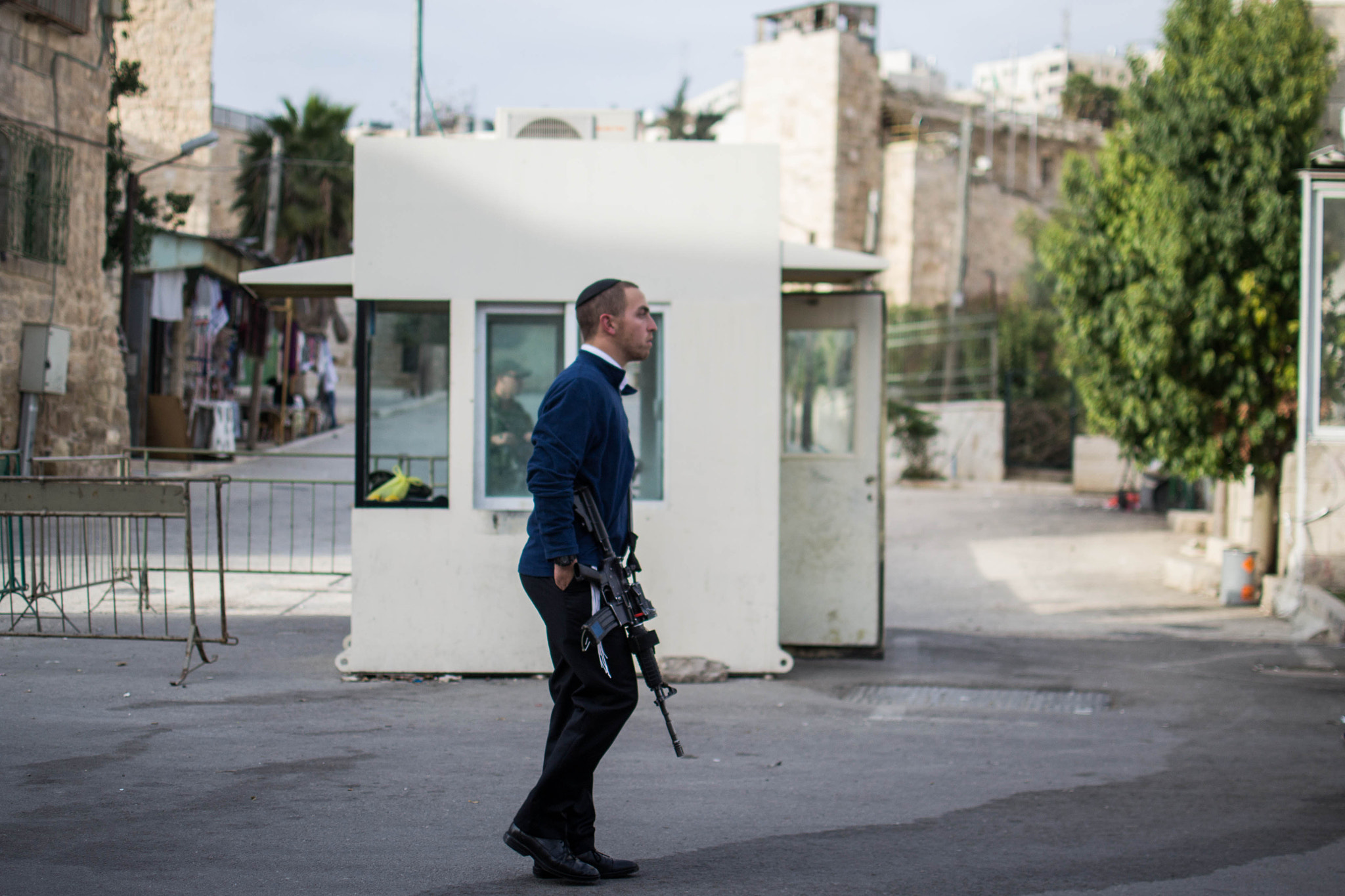
Ein israelischer Kontrollposten in Hebron, Aufnahme von Sete Ruiz, 2015

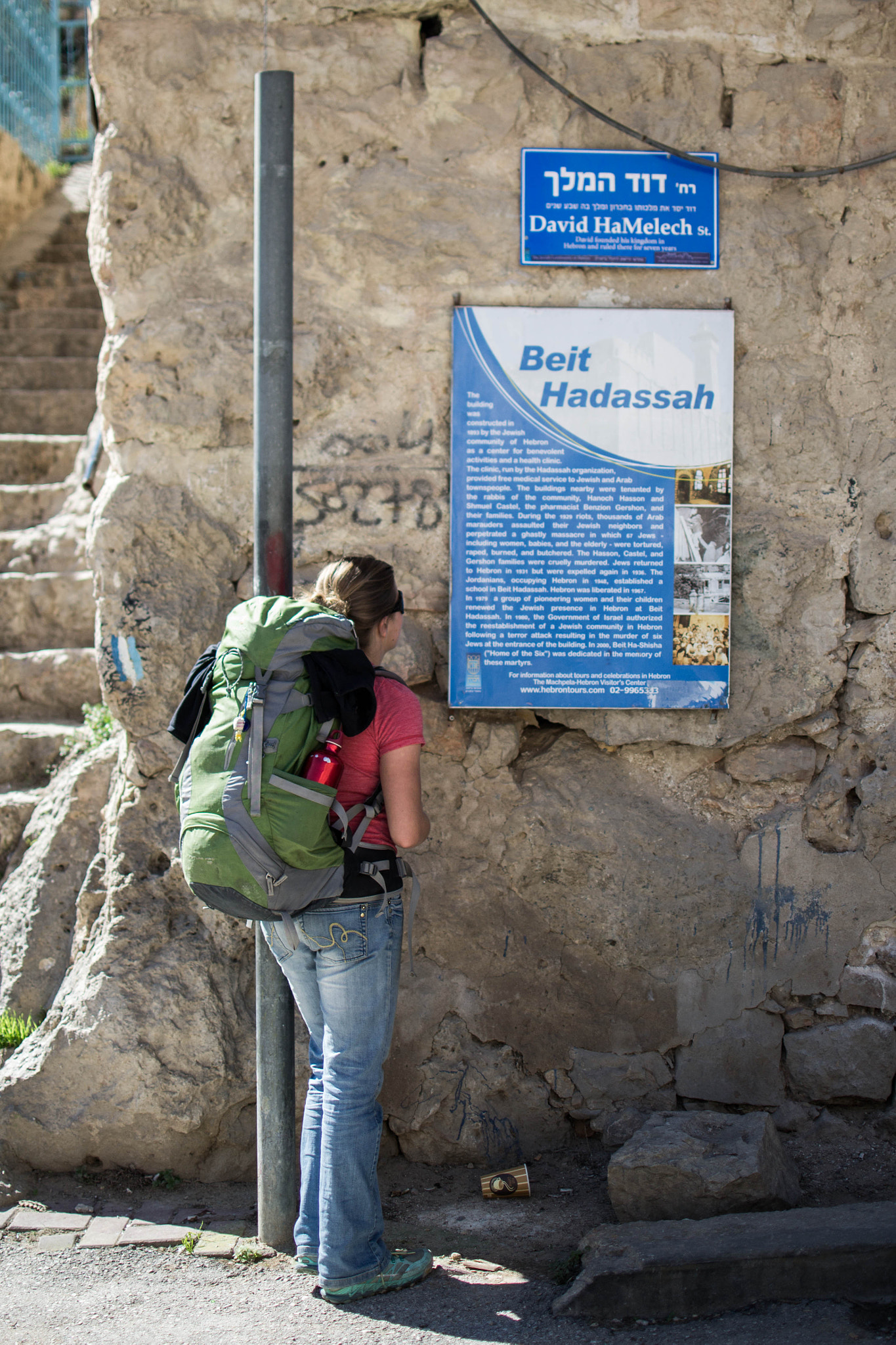
Das Hebron Visitor’s Center präsentiert Touristen seine Sicht auf die Geschichte, der zufolge Hebron 1967 „befreit“ wurde

Es ereignete sich der Zwischenfall in Hebron am 24. März 2016, mit einer Überschreitung seitens des IDF. Am 25. März 2002 wurden zwei Angehörige der Temporary International Presence in the City of Hebron (TIPH), der Major Cengiz Soytunc aus der Türkei und die Zivilangestellte Katrine Brooks aus der Schweiz, von palästinensischen Heckenschützen ermordet und ein dritter verletzt. Die TIPH-Mission, die ein Bestandteil der Oslo-Abkommen war, wurde durch israelische Regierung unter Netanjahu 2019 beendet.
Als sich im November 2008 abzeichnete, dass nach einem Urteil des Obersten Gerichts Israels ein Haus im Zentrum von Hebron, das im März 2007 von israelischen Siedlern besetzt worden war, von den israelischen Sicherheitskräften geräumt wird, meinten Siedlervertreter wie Baruch Marzel und Daniella Weiss, dass dies Krieg bedeute. Siedler hatten palästinensische Nachbarn attackiert, muslimische Gräber auf einem nahen Friedhof geschändet und „Mohammed ist ein Schwein“ auf eine Moschee geschrieben. Am 4. Dezember räumten israelische Sicherheitskräfte das Haus, dabei leisteten die Siedler Widerstand, schossen auf Palästinenser, zündeten mindestens drei palästinensische Häuser und neun Autos sowie Olivenbäume an. Die Siedlergewalt wurde von israelischen Politikern wie dem Justizminister Daniel Friedmann und zwei Tage später von Premier Ehud Olmert als ein „Pogrom“ sowie von der liberalen Tageszeitung Haaretz als „Pogrom oder Terror“ bezeichnet. Olmert hatte bereits ähnliche Ausschreitungen von Siedlern einige Monate zuvor ebenfalls als „Pogrom“ bezeichnet. Am 7. Oktober 2023 kam es zu neuen Unruhen, angeheitzt durch einen Einwohner der Stadt, Minister Itamar Ben-Gvir.
2025 gleicht die einst belebte zentrale al-Shuhada-Straße in H2 einer Geisterstadt, die Rollläden sind geschlossen, sie ist für Autos von Palästinensern gesperrt. Die Armee spricht von „steril“. Es gibt drei Kategorien gesperrter Straßen: Zwei Ausläufer der al-Shuhada-Straße und zwei Straßen südlich Bab al-Khan sind gesteigert gesperrt, hier darf es keine Ladengeschäfte geben. Oberhalb der al-Shuhada-Straße, am Hang der Kasbah, befinden sich die jüdischen Gated Communities al-Shalala-Compound, Beit Romano und Avraham Avinu. Mehrere Straßen, hauptsächlich Verbindungstraßen zwischen diesen drei Siedler-Außenposten und der al-Shuhada-Straße, dürfen von palästinensischen Fußgängern nicht betreten werden. Eine weitere gesperrte bzw. doppelt gesteigert gesperrte Straße verbindet den al-Shalala-Compound mit dem Siedler-Außenposten am westlichen Hang des Hügels Tel Rumeida, nahe dem jüdischen Friedhof. Der Zugang dazu ist mit zwei Kontrollposten gesichert. Der ganze Hügel, vom jüdischen Friedhof im Westen bis zum Kontrollposten-Avraham-Avinu im Osten, ist verkehrsgesperrt. Zudem gibt es das israelische Polizei-Hauptquartier südlich des Patriarchengrabs. Auch Haret a-Salayme, ein verdichteter innenstädtischer Bereich südlich des Patriarchengrabes, und das ganze östliche Außenquartier Wadi al-Hussein nahe Kirjat Arba sind verkehrsgesperrt. Die sogenannte Prayers Road verbindet Kirjat Arba über zwei alternativ befahrbare Straßenverbindungen, die beide mit jeweils zwei Kontrollposten gesichert sind, mit der Altstadt und bietet gesicherte Durchfahrt bis zum Friedhof. Vier Kontrollposten sichern allein die Zugänge zum Patriarchengrab. Etwas geringer ist die israelische Präsenz in Haret a-Jaabri im Norden der Altstadt. Fast 2000 israelische Armeeangehörige sind permanent im Einsatz, um die Siedler zu schützen. 
Auf diese Weise geschützt, versuchen die Siedler, die ihrerseits mit Maschinenpistolen bewaffnet sind, mit Provokationen und Angriffen gegen ihre Nachbarn deren sogenannten „freiwilligen Transfer“ herbeizuführen, womit im israelischen politischen Diskurs ein Euphemismus für Vertreibung gemeint ist.

## Bistum
Schon früh gab es in Hebron die ersten Christen. So wurde die Stadt in der Antike der Sitz eines Bischofs. Wann das Bistum erlosch, ist nicht bekannt, doch wurde es zur Zeit der Kreuzfahrer für kurze Zeit noch einmal wiederbelebt. Spätestens mit dem Abzug derselben dürfte das Bistum dann endgültig erloschen sein, so dass es heute ein reines Titularbistum ist. Die wenigen lateinischen Christen der Gegend gehören zum Patriarchat von Jerusalem. Zudem gibt es noch Gemeinden orthodoxer Christen in der Stadt.

## Zone H1

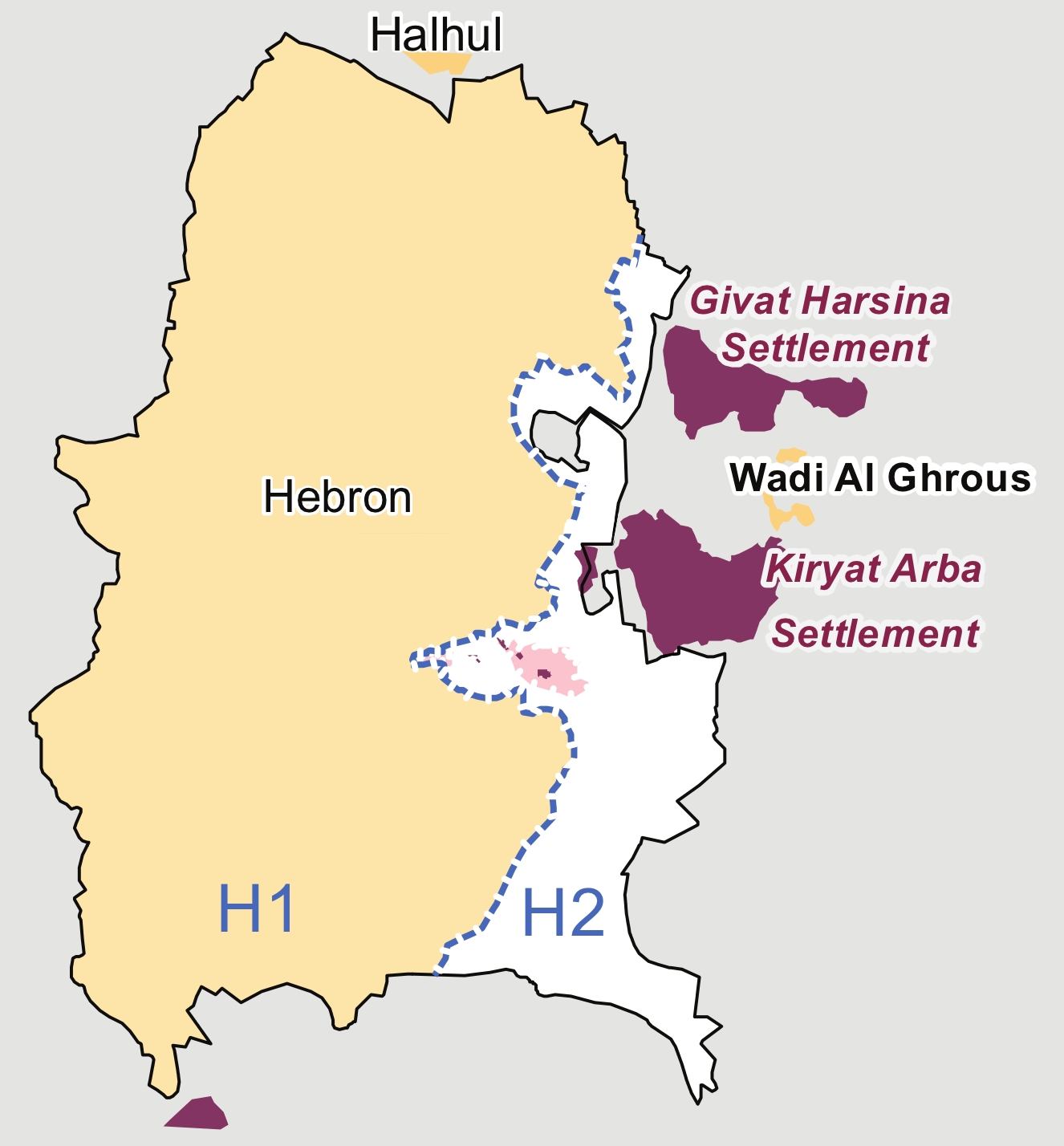
Teilung der Stadt in die Zonen H1 und H2

Es bewohnen ca. 140.000 Palästinenser und keine Juden die unter Verwaltung der palästinensischen Autonomiebehörde stehende Zone H1. Wie in allen Gebieten, die nach dem Oslo II-Abkommen unter Verwaltung der palästinensischen Autonomiebehörde stehen, ist Israelis der Zutritt zur H1-Zone untersagt (No-go-Area). Die Grenze zur benachbarten Zone H2 ist mit Zäunen und Drehtüren gesichert. Gassen der Zone, die direkt an die Rückseite jüdischer Häuser grenzen, sind mit Drahtgittern überspannt.

## Zone H2

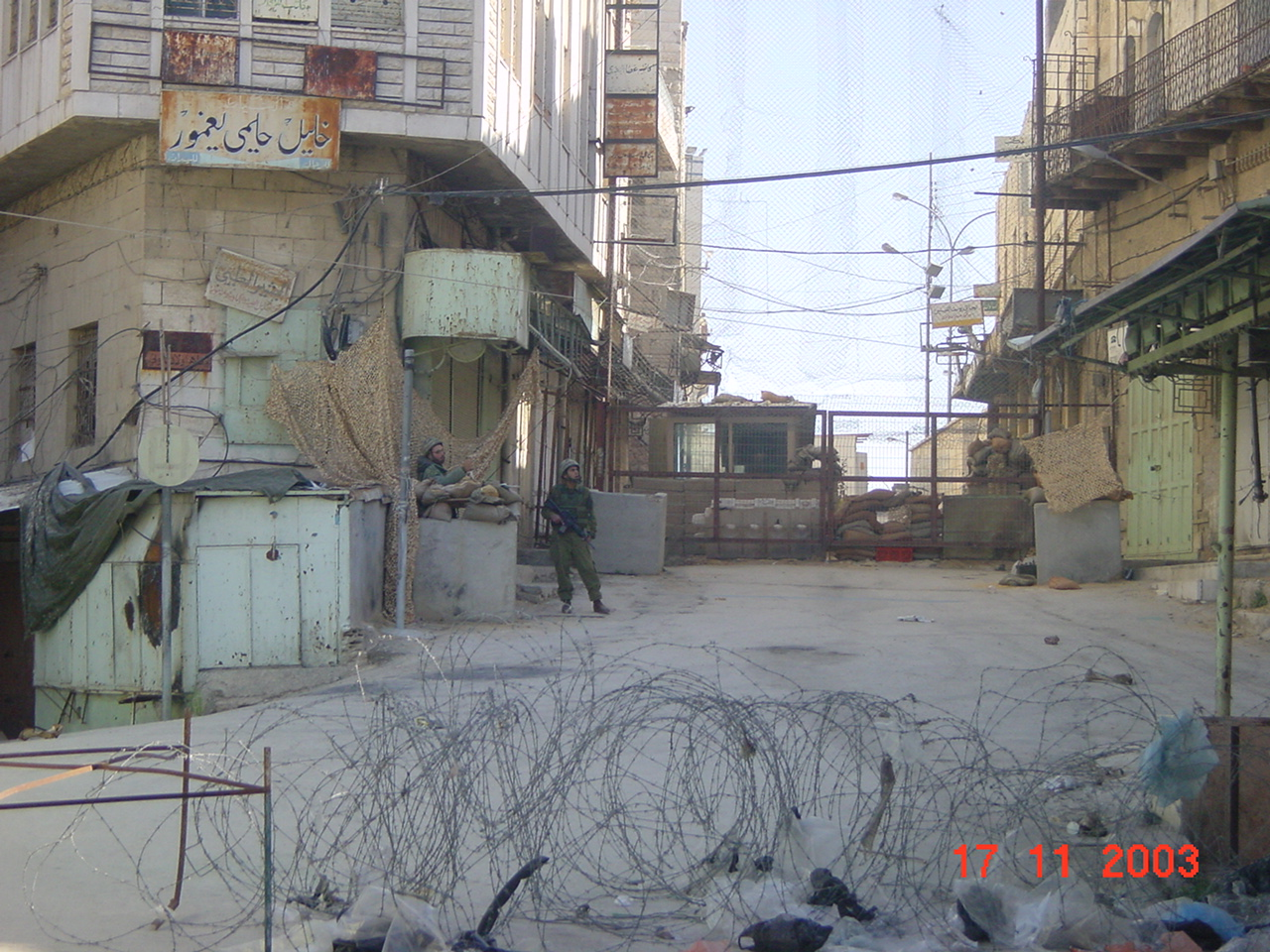
Eine von Soldaten abgeriegelte Straße

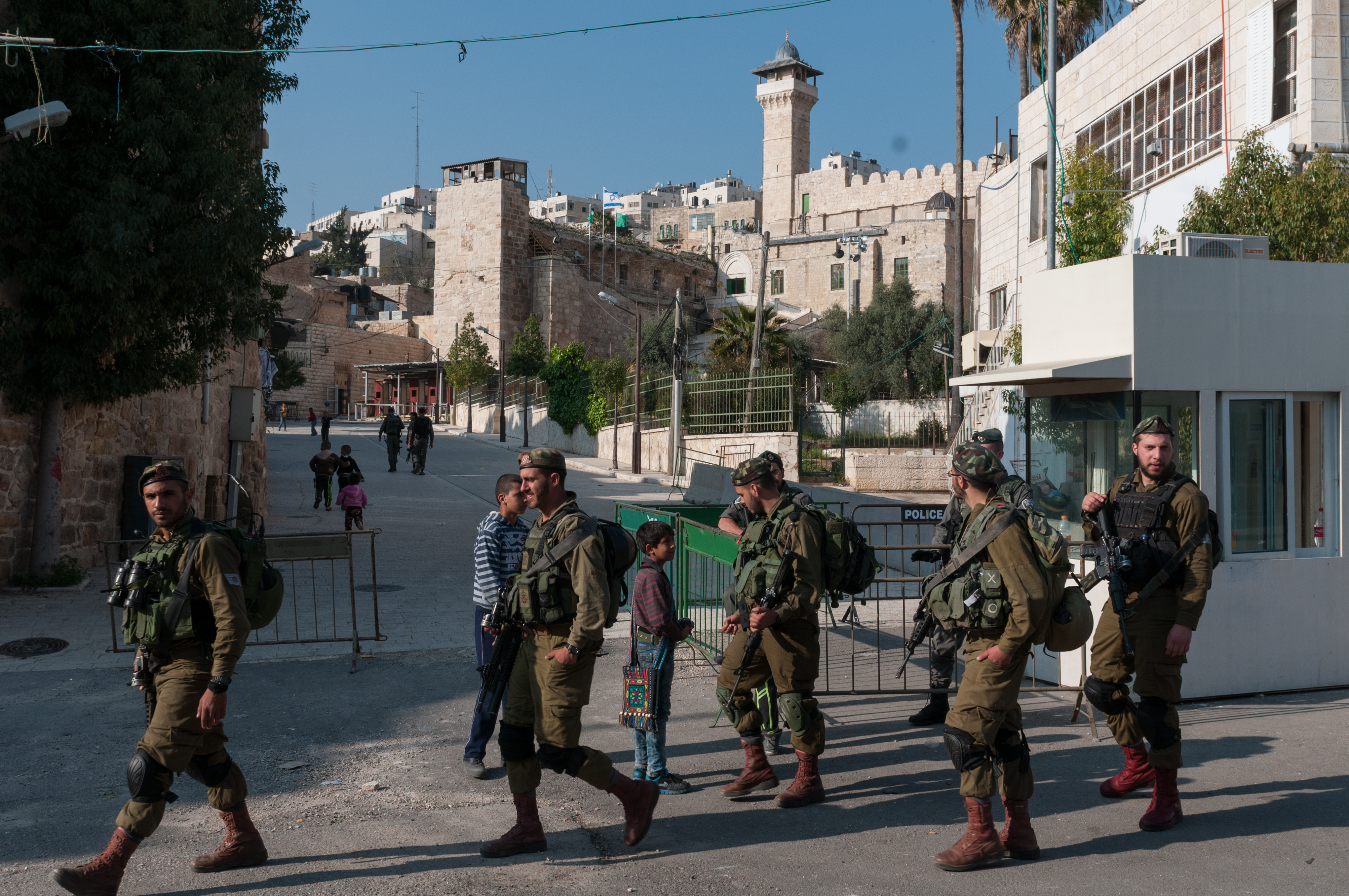
Armeepatrouille am Zugang zur Machpela in der Innenstadt (H2)

### Jüdische Wohnungen
Es leben ca. 30.000 Palästinenser und 800 jüdische Siedler in der Zone H2 von Hebron. Für das israelische Zentralbüro für Statistik gehören die Siedler zur Bevölkerung von Kirjat Arba, einer im Osten an Hebron grenzenden israelischen Siedlung. Anders als in anderen Städten im Westjordanland leben Juden auch im Stadtzentrum. Es kommt immer wieder zu Gewalt zwischen jüdischen und arabischen Bewohnern.
- 1976 erfolgte der Wiederaufbau der 1540 erbauten und 1948 zerstörten Avraham Avinu Synagoge.
- Beit Hadassa (seit 1979); Wohnhaus für zehn Familien
- Beit Romano (seit 1983); Talmudhochschule mit 250 Studenten
- Tel Rumeida (seit 1984); Wohnhaus für 15 Familien
- Beit Hasson; Wohnhaus für sechs Familien
- Beit Castel; Wohnhaus für eine Familie
- Beit Schneerson; Wohnhaus für sechs Familien und Kindergarten mit 30 Kindern
- Beit Fink
- Beit haSchischa (seit 2000); Wohnhaus für sechs Familien
- Seit 2014 Radschabi-Haus, ein Haus mit einer Wohnfläche für 120 Menschen. Die Immobilie wurde von den jüdischen Besitzern gekauft.
- Ein 2017 geplanter Wohnkomplex mit 31 Wohnungen im Ortsteil Hiskia[38]
- Im November 2019 wurden Pläne vorgestellt, den alten Großmarkt an der al-Shuhada-Straße, in der Nähe der Avraham Avinu Synagoge teilweise abzureißen und neu zu bebauen. Die Zahl der israelischen Siedler in der Stadt würde sich durch das Projekt auf etwa 1600 verdoppeln. Die israelische Friedensorganisation Schalom Achschaw warnte davor, dass ein neues jüdisches Viertel in Hebron Israel „moralisch, sicherheitspolitisch und juristisch schweren Schaden zufügen“ würde. Die israelischen Behörden hatten den Großmarkt 1994 nach dem Goldstein-Massaker an betenden Muslimen geschlossen. Bis zu dem Massaker an Juden im Jahr 1929 war der Markt in jüdischem Besitz.[39][40]

## Demographie
| Jahr | Muslime | Christen | Juden | Gesamt  | Bemerkungen                                   |
| ---- | ------- | -------- | ----- | ------- | --------------------------------------------- |
| 1538 | 749 H   | 7 H      | 20 H  | 776 H   | (H = Haushalte)                               |
| 1774 |         |          | 300   |         | [ 41 ]                                        |
| 1817 |         |          | 500   |         | Israelisches Außenministerium                 |
| 1832 | 400 H   |          | 100 H | 500 H   | (H = Haushalte)                               |
| 1839 | 1.295 F | 1 F      | 241 F | 1.537 F | (F = Familien)                                |
| 1922 | 16.074  | 73       | 430   | 16.577  | Volkszählung im britischen Mandatsgebiet 1922 |
| 1929 |         |          | 700   |         | Israelisches Außenministerium                 |
| 1931 | 17.277  | 109      | 134   | 17.532  | Volkszählung im britischen Mandatsgebiet 1931 |
| 1944 | 24.400  | 150      | 0     | 24.560  | British Mandate estimate                      |
| 1967 | 38.073  | 136      | 0     | 38.348  | Israeli census                                |
| 1997 | n/a     | n/a      | 530   | 119.093 | Palestinian census                            |
| 2007 | n/a     | n/a      | 500   | 163.146 | Palestinian census                            |

## Sehenswürdigkeiten

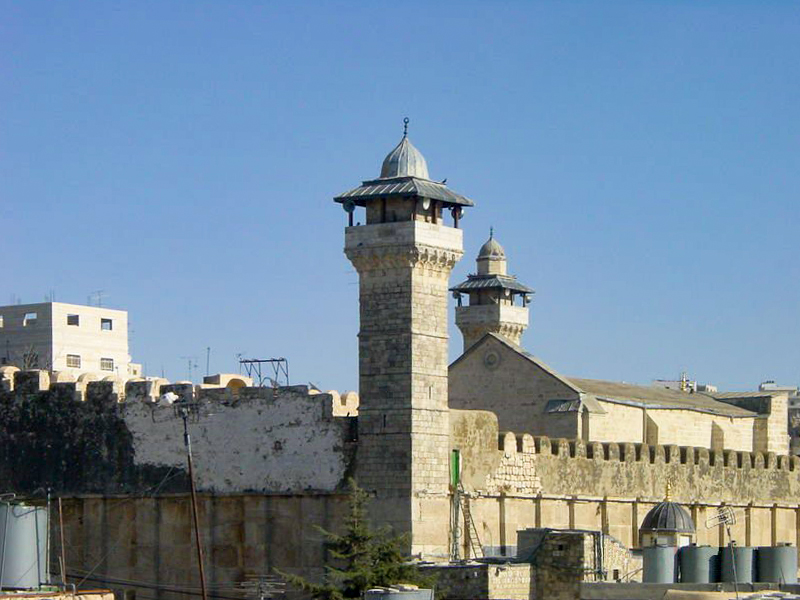
Abraham-Moschee über der Machpela, Innenstadt von Hebron (H2)

Die bedeutendste Sehenswürdigkeit Hebrons ist die Höhle Machpela, auch Höhle der Patriarchen oder Grab der Patriarchen, in der sich der Überlieferung nach die letzten Ruhestätten der drei Erzväter Abraham, Isaak, Jakob und ihrer Frauen Sara, Rebekka und Lea befinden. Das Grab der Patriarchen ist sowohl für religiöse Juden als auch Muslime und Christen ein heiliger Ort.
Die Abraham-Eiche, auch Eiche von Mamre genannt, steht an dem Platz, wo der Überlieferung nach Abraham sein Zelt aufschlug (Gen 18,1 ). Ihr Alter wird auf 5000 Jahre geschätzt. Heute gehört das Gelände, auf dem die Eiche steht, zu einem russisch-orthodoxen Kloster, das für die Öffentlichkeit unzugänglich ist.
Die Abraham-Moschee birgt eine kulturelle Besonderheit: Der Gebetsstuhl, ein Geschenk von Saladin aus dem 12. Jahrhundert, ist der letzte verbleibende, der aus einem einzigen Holzpflock geschnitzt wurde. Ein zweiter Gebetsstuhl seiner Art fiel in der Al-Aqsa-Moschee (Jerusalem) 1969 einem Brandanschlag zum Opfer.
Das archäologische Museum von Hebron besitzt eine Sammlung von Gegenständen aus kanaanitischer bis islamischer Zeit.
Am 7. Juli 2017 erklärte das Welterbekomitee der UNESCO die Altstadt von Hebron zum dritten palästinensischen Weltkulturerbe und setzte sie gleichzeitig auf seine Liste des gefährdeten Welterbes. Insbesondere die in der Mamluken-Zeit zwischen 1250 und 1517 entstandenen Bauten sollen dadurch geschützt werden. Israel und die Vereinigten Staaten hatten versucht, die auf einen Dringlichkeitsantrag der Palästinenser hin getroffene Entscheidung zu verhindern.

## Persönlichkeiten
- Jitzchak Schami (1888–1949), jüdisch-arabischer Schriftsteller
- Mohammed Amro (* 1960), Ingenieur und Professor
- Islam Batran (* 1994), palästinensischer Fußballspieler